# 呼人駅
呼人駅（よびとえき）は、北海道網走市字呼人にある北海道旅客鉄道（JR北海道）石北本線の駅である。電報略号はヨヒ。事務管理コードは▲122534。駅番号はA68。

## 歴史
- 1923年（大正12年）

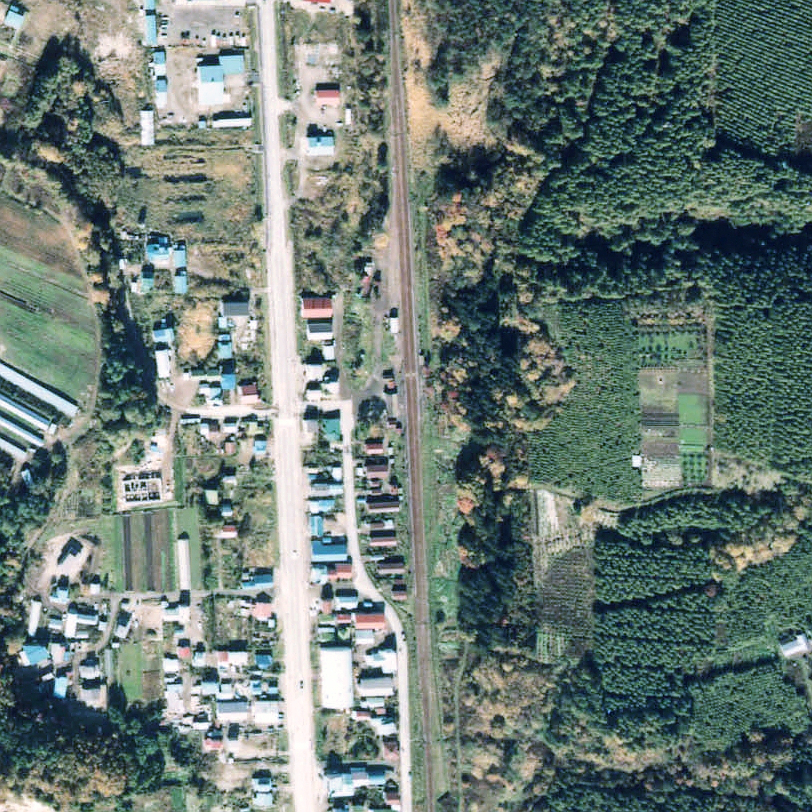
1977年の呼人駅と周囲約500m範囲。上が網走方面。

  - 9月1日：鉄道省網走線女満別駅 - 網走駅間に新設開業。一般駅[1]。
  - 11月18日：池田駅 - 野付牛駅 - 網走駅間を網走本線に改称。同線所属となる。
- 1949年（昭和24年）6月1日：公共企業体である日本国有鉄道に移管。
- 1961年（昭和36年）4月1日：新旭川駅 - 網走駅間を石北本線に改称。同線所属となる。
- 1974年（昭和49年）10月1日：貨物取扱い廃止[1]。
- 1983年（昭和58年）1月10日：荷物取扱い廃止[1]。CTC化により無人化[3]。
- 1987年（昭和62年）4月1日：国鉄分割民営化によりJR北海道に継承[1]。
- 2025年（令和7年）3月15日：同日のダイヤ改正で石北本線の輸送体系が見直され、次のように変更[JR北 1]。
  - 普通列車削減の代替で特別快速「きたみ」が網走駅まで運転区間を延長した快速「きたみ」となり、当駅も停車。
  - 早朝に新設の上り始発普通列車が当駅を通過するようになる[注釈 1]。

### 駅名の由来
所在地名より。アイヌ語の「イオピト（i-opi-to）」（それを・捨て去った・沼、転じて「そこから分かれていった沼」）に由来する。これは、網走湖東岸が、呼人半島により細長く入り込んでいる形となっていることに起因するものとされる。

## 駅構造
2面2線の相対式ホームを持つ地上駅。網走駅管理の無人駅である。ホーム間の移動は跨線橋を使う。

### のりば
| 番線 | 路線      | 方向 | 行先               |
| ---- | --------- | ---- | ------------------ |
| 1    | ■石北本線 | 下り | 網走・知床斜里方面 |
| 2    | ■石北本線 | 上り | 北見・遠軽方面     |

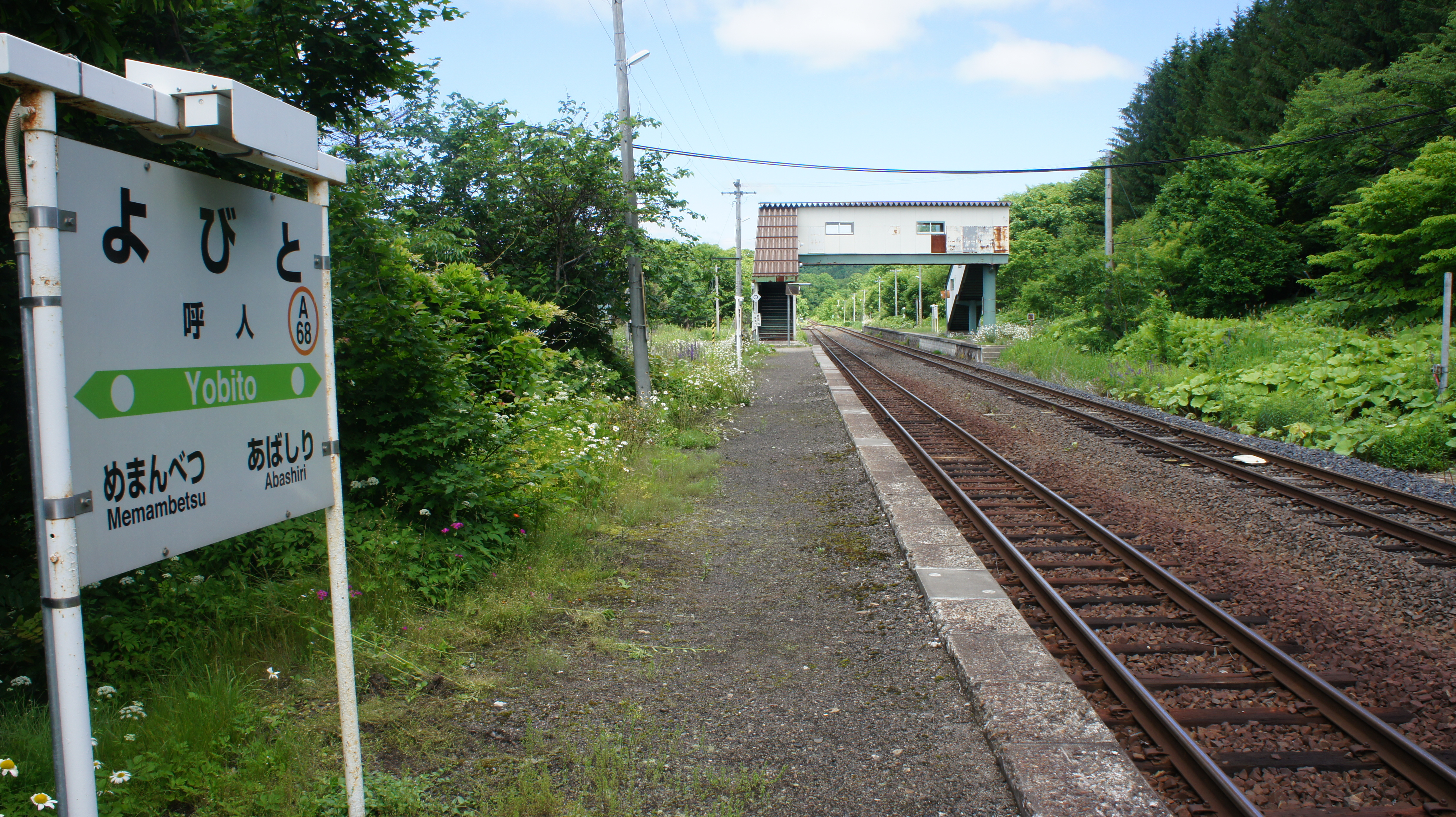
ホーム（2018年7月）
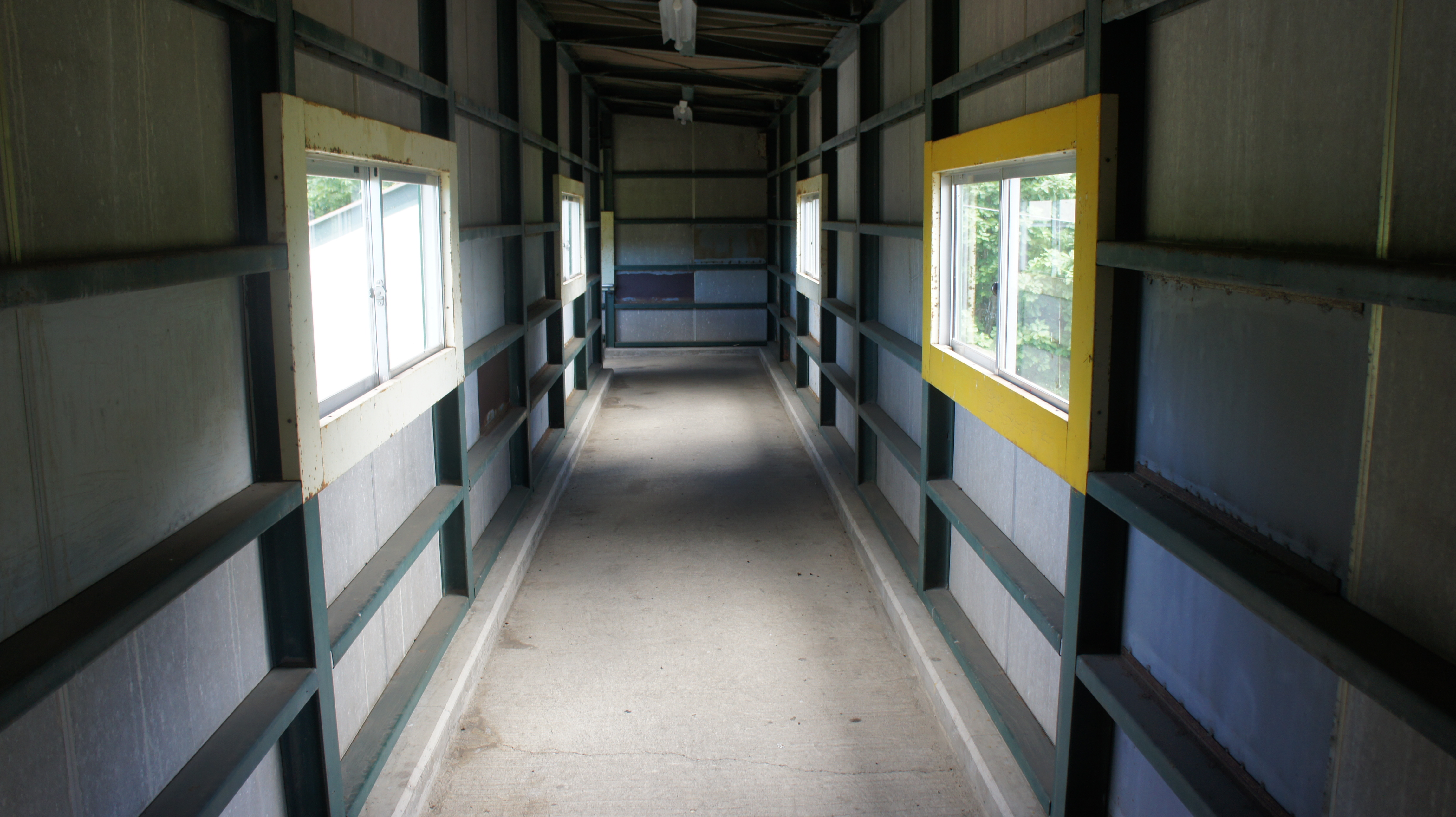
跨線橋（2018年7月）
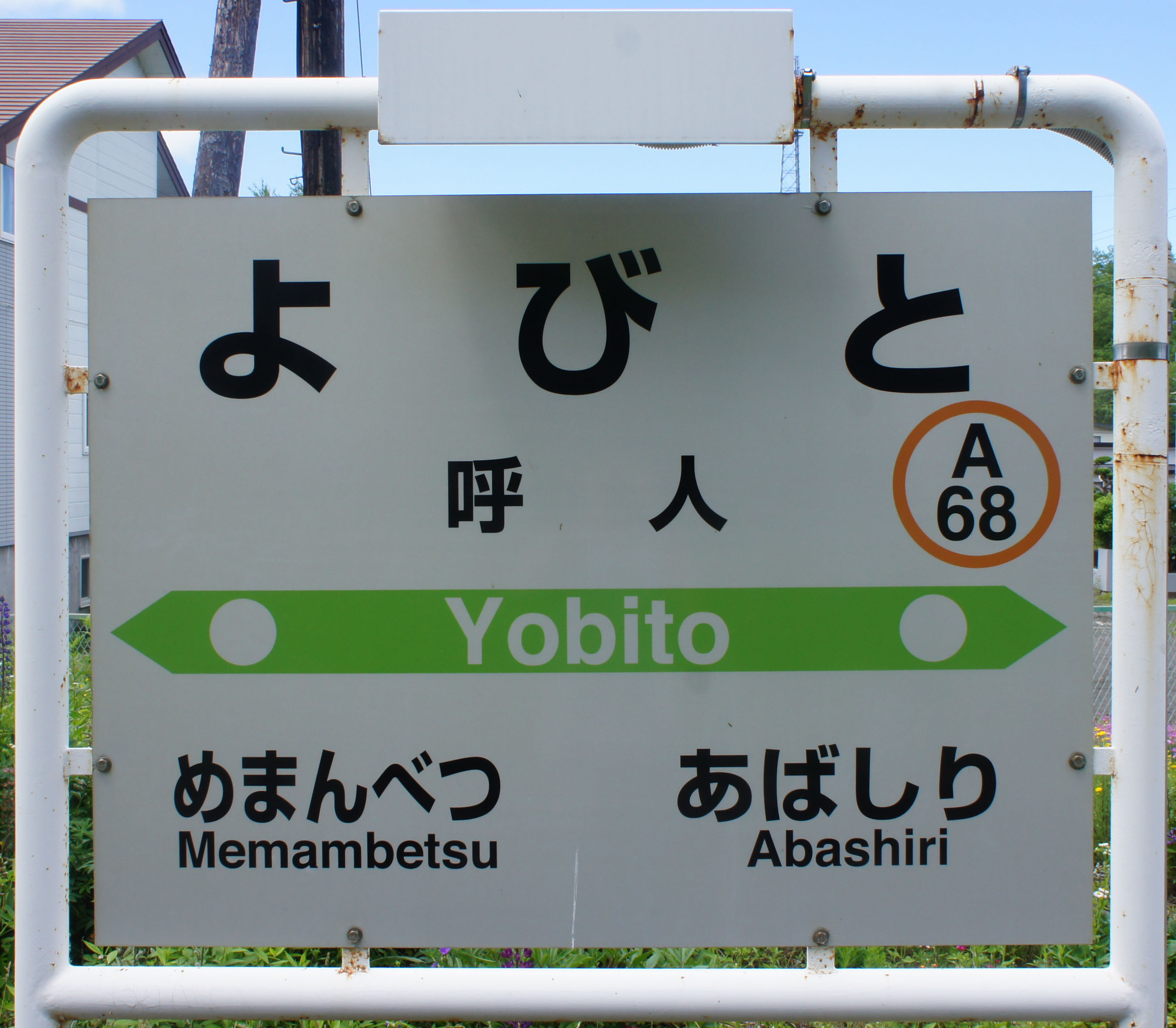
駅名標（2018年7月）

## 利用状況
乗車人員の推移は以下のとおり。年間の値のみ判明している年については、当該年度の日数で除した値を括弧書きで1日平均欄に示す。乗降人員のみが判明している場合は、1/2した値を括弧書きで記した。
また、「JR調査」については、当該の年度を最終年とする過去5年間の各調査日における平均である。
| 年度               | 乗車人員 | 乗車人員 | 乗車人員 | 出典       | 備考 |
| 年度               | 年間     | 1日平均  | JR調査   | 出典       | 備考 |
| ------------------ | -------- | -------- | -------- | ---------- | ---- |
| 1978年（昭和53年） |          | 83       |          | [ 5 ]      |      |
| 2016年（平成28年） |          |          | 15.8     | [ JR北 2 ] |      |
| 2017年（平成29年） |          |          | 16.8     | [ JR北 3 ] |      |
| 2018年（平成30年） |          |          | 16.0     | [ JR北 4 ] |      |
| 2019年（令和元年） |          |          | 16.0     | [ JR北 5 ] |      |
| 2020年（令和02年） |          |          | 15.2     | [ JR北 6 ] |      |
| 2021年（令和03年） |          |          | 18.0     | [ JR北 7 ] |      |
| 2022年（令和04年） |          |          | 17.4     | [ JR北 8 ] |      |
| 2023年（令和05年） |          |          | 17.8     | [ JR北 9 ] |      |

## 駅周辺
- 国道39号
- 網走警察署呼人駐在所
- 呼人郵便局
- 網走湖畔温泉
- 金印わさびオホーツク
- 呼人小中学校
- 網走スポーツトレーニングフィールド
- オホーツクシマリス公園
- 網走養護学校
- 網走バス「呼人駅前」停留所[6]

## 隣の駅
北海道旅客鉄道（JR北海道）
■石北本線

■普通（上り始発列車は当駅通過）
女満別駅 (A67) - 呼人駅 (A68) - 網走駅 (A69)

## バス路線
女満別空港線 流氷砕氷船のりば/網走方面、女満別空港方面[網走バス]